# Wahlen zum Senat der Vereinigten Staaten 1914
Am 3. November 1914 fanden die Wahlen zum Senat der Vereinigten Staaten 1914 statt, bei denen ein Drittel der Mitglieder des Senats der Vereinigten Staaten gewählt wurden. Die Wahlen waren Teil der allgemeinen Wahlen zum 64. Kongress der Vereinigten Staaten in jenem Jahr, bei denen auch alle Abgeordneten des Repräsentantenhauses gewählt wurden. Da der Wahltermin genau in der Mitte der ersten Amtszeit von Präsident Woodrow Wilson lag, galten die Wahlen zum Teil auch als Votum über die bisherige Politik des Demokratischen Präsidenten.
Seit der Verabschiedung des 17. Zusatzartikel zur Verfassung der Vereinigten Staaten im Jahr 1913 werden alle US-Senatoren in ihren jeweiligen Bundesstaaten direkt vom Volk ihres Staates gewählt. Dabei stellt jeder Bundesstaat zwei Senatoren. Nach der Verfassung der Vereinigten Staaten werden US-Senatoren auf sechs Jahre gewählt. Allerdings werden nie alle Senatsmitglieder gleichzeitig gewählt. Die Wahl folgt einem Schema, wonach alle zwei Jahre ein Drittel der Senatoren zeitgleich mit den Wahlen zum US-Repräsentantenhaus gewählt werden. Zu diesem Zweck ist der Senat in drei Klassen eingeteilt, die das Wahljahr der Senatoren bestimmen. Im Jahr 1914 standen die Senatoren der Klasse III zur Wahl. Zu diesem Zeitpunkt bestanden die Vereinigten Staaten aus 48 Bundesstaaten. Daraus ergibt sich die Zahl von insgesamt 96 Senatoren, von denen 34 zur Wahl standen.

## Senatszusammensetzung nach der Wahl
- Demokratische Partei: 56 (53) Senatoren
- Republikanische Partei: 40 (4) Senatoren
- Sonstige: 0 (1) Senatoren

Gesamt: 96
In Klammern sind die Ergebnisse der letzten Wahlen vom 5. November 1912. Veränderungen im Verlauf der Legislaturperiode, die nicht die Wahlen an sich betreffen, sind bei diesen Zahlen nicht berücksichtigt. Werden aber im Artikel über den 64. Kongress im Abschnitt über die Mitglieder des Senats bei den entsprechenden Namen der Senatoren vermerkt.
Drei bisher von den Republikanern gehaltene Sitze wurden bei der Wahl von den Demokraten gewonnen. Das betraf die Bundesstaaten Kalifornien, South Dakota und Wisconsin. Dort lösten die Demokraten James D. Phelan, Edwin S. Johnson und Paul O. Husting ihre Republikanischen Vorgänger George Clement Perkins (Verzicht auf Kandidatur), Coe I. Crawford (nicht mehr nominiert) und Isaac Stephenson (ebenfalls Verzicht auf eine weitere Kandidatur) ab. Der 1914 nicht zur Wahl stehende Senator Miles Poindexter der bisher der Progressive Party angehörte, war inzwischen zu den Republikanern gewechselt und wird daher in der Gesamtstatistik dort aufgeführt.
Zu Veränderungen nach der Wahl siehe auch Liste der Mitglieder des Senats im 64. Kongress der Vereinigten Staaten.